# Indo-nyugati ruhák
Az indo-nyugati ruhák az északi és a szubkontinentális divat egyvelege. Mivel nőtt az indo-pakisztáni nyitottság a nyugati világ felé, elkerülhetetlenné vált a női öltözködési stílus keveredése a nyugati divattal. Sok indo-pakiszáni nő, akik már nem hazájukban laknak, még mindig előnyben részesíti a hagyományos salwar kameez és szárik viseletét. Ám néhány fiatal inkább a modern indo-nyugati stílusú ruhákat választja.
Az indo-nyugati ruhák egy nadrág-felső együttesből állnak, ahol a felsőt a kurta, az alsó rész meg egy egyenes nadrág képviseli dupattával kiegészítve.
Az újabb minták alapján a felső rész lehet egy ujjatlan top, a dupatta lehet rövidebb az átlagosnál és a nadrágokon gyakran látható felvágás. Ez a stílus rohamosan változik, mivel a tervezők igyekeznek összehangolni az aktuális divattal.
Az indo és nyugati ruhák egyfajta egybeolvadását mutatja a farmer viselése cholival, salwarral vagy kurtával, a dupatta jelenléte a nyugati stílusú ruhákon és lehnga (hosszú szoknya) hordása pántos pólókkal.

## Az indo-nyugati divat megkülönböztető jegyei
|                  | Hagyományos salwar  | Indo-nyugati ruhák                                                              |
| ---------------- | ------------------- | ------------------------------------------------------------------------------- |
| Ujjhossz         | hosszú vagy rövid   | pántos, ujjatlan, poncsó formájú, spagettipántos felsők a nyugati divat szerint |
| Felsőrész hossza | térd alatt          | sokkal rövidebbek, a nyugati blúzokra hasonlítanak                              |
| Nyakkivágás      | hagyományos formájú | lehet mély dekoltázzsal, V-nyakkal                                              |